# Liste der Kulturdenkmäler in Lasel
In der Liste der Kulturdenkmäler in Lasel sind alle Kulturdenkmäler der rheinland-pfälzischen Ortsgemeinde Lasel aufgeführt. Grundlage ist die Denkmalliste des Landes Rheinland-Pfalz (Stand: 27. Juni 2022).

## Einzeldenkmäler
| Bezeichnung                        | Lage                                 | Baujahr                           | Beschreibung                                                                                 | Bild                           |
| ---------------------------------- | ------------------------------------ | --------------------------------- | -------------------------------------------------------------------------------------------- | ------------------------------ |
| Katholische Pfarrkirche St. Helena | Feuerscheider Straße 3 Lage          | 1895/96                           | neugotischer Saalbau, 1895/96, Architekt Krekeler, Prüm; mit Ausstattung                     | weitere Bilder Fotos hochladen |
| Wegekreuz                          | Feuerscheider Straße, vor Nr. 3 Lage | erste Hälfte des 17. Jahrhunderts | nachgotisches Nischenkreuz, wohl aus der ersten Hälfte des 17. Jahrhunderts, Korpus erneuert | Fotos hochladen                |
| Wegekreuz                          | Feuerscheider Straße, bei Nr. 4 Lage | 1693                              | frühbarocker reliefierter Schaft, bezeichnet 1693, Abschlusskreuz wohl um 1820               | Fotos hochladen                |
| Wegekreuz                          | Hontheimer Straße, bei Nr. 5 Lage    | 1608                              | nachgotisches Nischenkreuz, bezeichnet 1608                                                  | Fotos hochladen                |
| Wegekreuz                          | Wawerner Straße Lage                 | 1726                              | Nischenkreuz, bezeichnet 1726                                                                | Fotos hochladen                |